# 12630 Verstappen
12630 Verstappen eller 3033 T-1 är en asteroid i huvudbältet som upptäcktes den 26 mars 1971 av den nederländsk-amerikanske astronomen Tom Gehrels och det nederländska astronomparet Ingrid van Houten-Groeneveld och Cornelis Johannes van Houten vid Palomarobservatoriet. Den är uppkallad efter René Verstappen.
Asteroiden har en diameter på ungefär 2 kilometer och den tillhör asteroidgruppen Vesta.